# Scaphiella pich
Pour les articles homonymes, voir Pich.
Espèce
Scaphiella pich est une espèce d'araignées aranéomorphes de la famille des Oonopidae.

## Distribution
Cette espèce est endémique de la province de Pichincha en Équateur,. Elle se rencontre à Río Palenque.

## Description
Le mâle holotype mesure 1,25 mm et la femelle paratype 1,40 mm.

## Étymologie
Cette espèce est nommée en référence au lieu de sa découverte, la province de Pichincha.

## Publication originale
- Platnick & Dupérré, 2010 : The goblin spider genus Scaphiella (Araneae, Oonopidae). Bulletin of the American Museum of Natural History, no 332, p. 1-156 (texte intégral).